# Конспирологические теории в Турции
Теории заговора являются важной чертой культуры и политического дискурса в современной Турции. Выдвижение конспирологических теорий обычно объясняется желанием «восполнить наше утраченное османское величие», восприятием Турции как части мира, находящейся в упадке, и также низким уровнем медийной грамотности среди турецких граждан.

## Распространённость теорий заговора в Турции

### Причины
Известный турецкий писатель и журналист Мустафа Акйол описывает причину распространённости теорий заговора в Турции как «то, что заставляет нас чувствовать себя важными. Если мир замышляет против нас заговоры, значит, мы должны быть действительно особенными. Я считаю, что именно так мы, турки, компенсируем наше утраченное османское величие». Турецкий экономист Селим Кору указал униженное положение Турции в современном мире.
Турецкие граждане являются вторым по величине медийной неграмотности по сравнению со странами Европы, что делает их особенно уязвимыми для фальшивых новостей, о чём говорится в отчёте сотрудницы болгарского отделения Фонда Сороса Марин Лессенки, опубликованном в 2018 году. Сочетание низкого уровня образования, низкого уровня медиаграмотности, низкого уровня свободы средств массовой информации и низкого доверия общества вошло в этот показатель, в результате которого Турция оказалась выше только Северной Македонии. Согласно отчёту Digital News Report сотрудников Института журналистских исследований Рейтерс Оксфордского университета Ника Ньюмана, Ричарда Флетчера, Антониса Калогеропулоса, Дэвида А. Л. Леви и Расмуса Клейса Нильсена за 2018 год, Турция с некоторой дистанцией является страной с самым большим количеством фальшивых новостей в мире.

### Отличительные особенности
Отличительной чертой теорий заговора в Турции является то, что предполагаемыми теневыми повелителями в них являются правительства других государствах. Это объясняется государственноцентричным политическим сознанием турок.
Утверждает, что способность теорий заговора формировать интеллектуальный дискурс и идеологические взгляды уникальна для Турции.

## Примеры

### Модернизм и секуляризм
Среди исламистов преобладает убеждение, что модернистские и секуляристские движения и реформы в Османской империи и Турецкой республике были иудео-масонскими заговорами. Из-за приверженности традиционалистским элементам и создания культа личности османских султанов исламисты представляют все, что противоречит исламской традиции, как зло. По их мнению, конституционалистское движение, покончившее с абсолютной монархией, отказ от традиционных религиозных институтов и введение светского государства — дело рук евреев, масонов или дёнмесов. Например, согласно их теории заговора, Мустафа Кемаль Ататюрк был дёнме.

### Мустафа Кемаль Ататюрк
Различные теории заговора против Ататюрка, основателя Турецкой Республики, были выдвинуты исламистскими кругами, которые не поддерживали его секуляристские реформы. Кадир Мысыроглу, известный своей ненавистью к Ататюрку, стоит за многими теориями заговора против Ататюрка. Одна из этих теорий заговора заключается в том, что Анатолия была захвачена греками в результате соглашения Ататюрка с Великобританией о свержении халифата. Еще одна теория заговора вокруг Ататюрка заключается в том, что он был отравлен масонами из-за закрытия масонских лож в Турции в 1935 году. В 2015 году газета «Yeni Şafak» утверждала, что Исмет Инёню был ответственным за планирование убийства.

### Секретные статьи Лозаннского договора
Исламисты выдвинули множество конспирологических теорий относительно Лозаннского договора. Например, в гражданских и официальных кругах утверждалось, что срок действия договора истекает в 2023 году. Согласно теории заговора, Турции было запрещено добывать свои природные ресурсы (такие как бор и нефть) из-за «секретных статей» договора; следовательно, Турция быстро станет развитой страной, добывая и экспортируя свои ресурсы после истечения срока действия договора.

### Отрицание геноцида армян
Отрицатели геноцида армян в Турции обычно утверждают, что академический консенсус является антитурецкой пропагандой или заговором, проводимым в жизнь армянами. Отрицатели утверждают, что либо никакого геноцида не было, либо он был в какой-то мере оправдан в своё время.

### Реджеп Тайип Эрдоган
В 2007 году бестселлером в Турции стала книга «Musa'nın Çocukları: Tayyip ve Emine» (Дети Моисея — Тайип и Эмине) Эргюна Пойраза. Пойраз утверждает, что существует международный еврейский заговор, который дергает за ниточки весь мир, включая назначение Эрдогана премьер-министром Турции.

### Общий нарратив «высшего руководителя»
В 2014 году Реджеп Тайип Эрдоган ввёл термин «высший руководитель» (тур. üst akıl) для обозначения предполагаемого института командования и управления (т. н. «Глубинное государство»), несколько двусмысленно отождествлённого с правительством США, которое возглавляет всеобщий заговор с целью ослабить или даже расчленить Турцию, стоя за спиной каждого политического деятеля и действия, которые Эрдоган считает враждебными. Эрдоган, а также газета «Дейли Сабах» часто утверждали, что очень разные негосударственные субъекты ― такие как салафитское джихадистское Исламское государство Ирака и Леванта (ИГИЛ), Рабочая партия Курдистана (РПК) и исламский культ с политическими амбициями вокруг Фетхуллаха Гюлен, ― все они атаковали Турцию одновременно в слаженной кампании.

### Теории заговора, направленные против Израиля
В ходе вспышки геморрагической лихорадки в Турции в 2006 году член партии «Блаженство» Абдулла Узун заявил, что вид клещей, распространяющих болезнь, был завезен в Турцию туристками-израильтянками.
В 2018 году премьер-министр Турции Бинали Йылдырым назвал победу Израиля на Евровидении «империалистическим заговором, направленным на то, чтобы Иерусалим стал местом проведения следующего конкурса и спровоцировал межрелигиозный конфликт».
Частые заявления о том, что Coca-Cola Company на самом деле является израильской компанией или компанией, оказывающей финансовую помощь Израилю, привели к тому, что некоторые граждане бойкотировали её продукты.

### Нарратив войны против ислама
«Война против ислама», также называемая «Нападением на ислам» является теорией заговора в исламистском дискурсе для описания предполагаемого заговора с целью причинения вреда, ослабления или уничтожения социальной системы ислама при использовании военных, экономических, социальных и культурных средства. Предполагается, что виновниками заговора являются немусульмане, особенно западный мир, и «ложные мусульмане», предположительно находящиеся в сговоре с политическими деятелями западного мира. В то время как современная теория заговора о «войне против ислама» в основном охватывает общие вопросы общественных преобразований в области модернизации и секуляризации, а также общие вопросы международной политики военного вмешательства, история такого противостояния уходят к крестовым походам. Англоязычный политический неологизм «войны с исламом» был придуман в исламистском дискурсе в 1990-х годах и популяризировался как теория заговора только после 2001 года.